# Cratere Wildt
Wildt è un cratere lunare di 12,31 km situato nella parte nord-orientale della faccia visibile della Luna.